# Lepidopilum angolense
Lepidopilum angolense là một loài rêu trong họ Daltoniaceae. Loài này được Welw. & Duby A. Jaeger mô tả khoa học đầu tiên năm 1877.